# Roque de las Bodegas
Roque de las Bodegas es uno de los caseríos costeros que forman la localidad de Taganana, en el Macizo de Anaga, perteneciente al municipio de Santa Cruz de Tenerife, en la isla de Tenerife (Canarias, España). 
Destaca por encontrarse en él la playa del Roque de las Bodegas.
Se llega al núcleo por la carretera de Almáciga TF-134.

## Geografía
Se encuentra situado en la costa norte del macizo de Anaga, a 2 km del casco de Taganana y a 26 km del centro de Santa Cruz de Tenerife.
El caserío cuenta con un embarcadero situado en un promontorio rocoso que entra en el mar y que da nombre al núcleo, una plaza pública y una oferta en bares, restaurantes y apartamentos.

## Historia

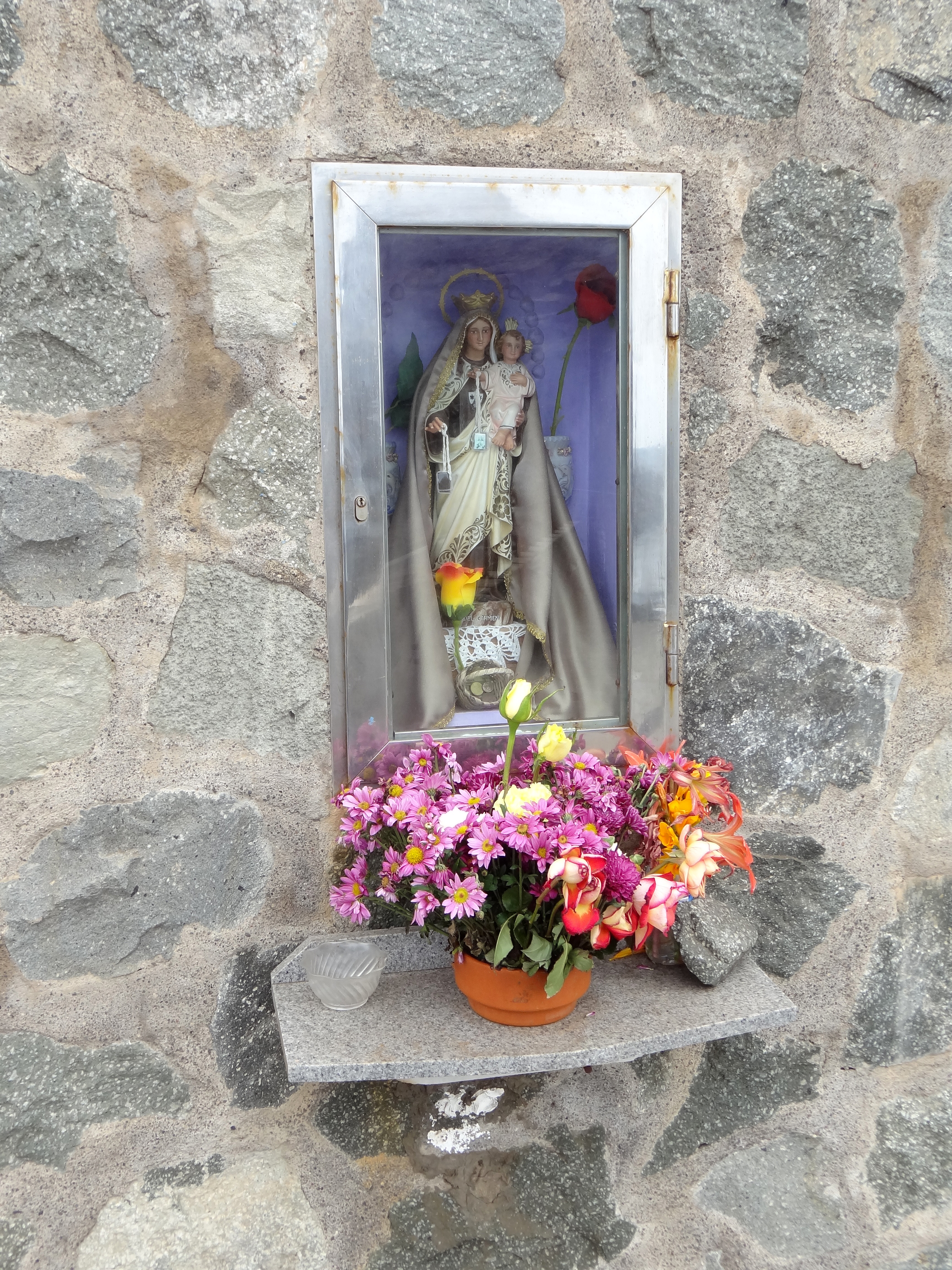
Hornacina con la imagen de la Virgen del Carmen situada junto al embarcadero.

Aunque el núcleo surge como tal a principios del siglo XX, la zona sobre la que se asienta tuvo gran importancia desde los primeros momentos de la colonización de Taganana en el siglo XVI debido a poseer un embarcadero y a existir numerosas bodegas para la conservación del vino, lo que facilitaba el posterior comercio de este producto con Europa y América. Más tarde se convirtió en un enclave costero por donde los habitantes de esta parte del macizo tomaban barcos que los trasladaban al resto de la isla. A principio del siglo XX vivían unas familias en la playa y al principio de los años 1970 se instalan los primeros negocios (bares y restaurantes).
En 2006 el núcleo de Roque de las Bodegas queda fuera de ordenación debido a que el Ministerio de Medio Ambiente fija el deslinde de los bienes marítimo-terrestres en 100 m a partir del punto máximo que alcanzan las mareas. Los vecinos presentaron alegaciones y en 2012 el Tribunal Supremo les da la razón, reduciendo el deslinde a 20 m, por lo que las viviendas quedan legalizadas.

## Economía
Su principal actividad económica es la restauración y la hostelería.

## Fiestas
El caserío celebra sus fiestas en honor a la Virgen del Carmen en el mes de julio.

## Transportes
En autobús —guagua— queda conectado mediante la siguiente línea de TITSA: 
| Línea | Trayecto                                                       | Recorrido     |
| ----- | -------------------------------------------------------------- | ------------- |
| 946   | Santa Cruz (Intercambiador) - San Andrés - Taganana - Almáciga | Horario/Línea |